# Gyűrűsfarkú erszényesek
A gyűrűsfarkú erszényesek (Pseudocheiridae) az emlősök (Mammalia) osztályának erszényesek (Marsupialia) alosztályágába, ezen belül a diprotodontia rendjébe tartozó család.

## Rendszerezés
A családba az alábbi alcsaládok, nemek és fajok tartoznak:
- Hemibelideinae alcsalád
  - Hemibelideus – Collett, 1884 – 1 faj
    - lemur gyűrűsfarkú-erszényes (Hemibelideus lemuroides)

  - Petauroides – Thomas, 1888 – 1 faj
    - óriás repülőerszényes (Petauroides volans)

- Pseudocheirinae alcsalád
  - Petropseudes – Thomas, 1923 – 1 faj
    - szirti gyűrűsfarkú-erszényes (Petropseudes dahli)

  - Pseudocheirus – Ogilby, 1837 – 1-2 élő faj
  - Pseudochirulus – Matschie, 1915 – 8 faj
    - Pseudochirulus canescens
    - Pseudochirulus caroli
    - Pseudochirulus cinereus
    - díszes gyűrűsfarkú-erszényes (Pseudochirulus forbesi)
    - fehérhasú gyűrűsfarkú-erszényes (Pseudochirulus herbertensis)
    - Pseudochirulus larvatus
    - törpe gyűrűsfarkú-erszényes (Pseudochirulus mayeri)
    - Schlegel-gyűrűsfarkú-erszényes (Pseudochirulus schlegeli)

- Pseudochiropsinae alcsalád
  - Pseudochirops – Matschie, 1915 – 5 faj
    - Albertis-gyűrűsfarkú-erszényes (Pseudochirops albertisii)
    - zöld gyűrűsfarkú-erszényes (Pseudochirops archeri)
    - bolyhos gyűrűsfarkú-erszényes (Pseudochirops corinnae)
    - Pseudochirops coronatus
    - rezes gyűrűsfarkú-erszényes (Pseudochirops cupreus)